# إرنست فيليموفسكي
إرنست فيليموفسكي (23 يونيو 1916 _ 30 غشت 1997) اسمه عند الولادة إرنست اوتو براديلا , ويلقب ب إزي. هو لا عب كرة قدم ولد في ألمانيا، لعب لمنتخبي ألمانيا وبولندا

## حياته
ولد ارنست في كاتوفيتز، مقاطعة سيليسيا التي كانت تابعة للإمبراطورية الألمانية والتي تقع على الحدود الألمانية البولندية. في سنة 1922 أصبح جزء من سيليسيا العليا جزءا من بولندا، وبذلك أصبح إرنست مواطنا في الجمهورية البولندية الثانية
توفي والدته في الجيش الألماني على الجبهة الغربية خلال الحرب العالمية الأولى. تزوجت أمه بعد ذلك من رجل آخر، وفي سن 13 أخذ اسم زوج أمه الجديد فيليموفسكي. في المنزل كان معضم الوقت يتكلم اللغة الألمانية، بينما كان يتكلم في المدرسة وفي الشارع اللهجة السيليسية من اللغة البولندية.وكان يعتبر رسميا مواطنا بولنديا. لكنه كان يشير إلى نفسه على أنه سيليسي
كان من أبرز الهدافين في تاريخ المنتخب البولندي واندية كرة القدم البولندية، قبل أن يقرر استعادة جنسيته الألمانية واللعب للمنتخب الألماني. ويعتبر كذلك أول لاعب يسجل أربعة أهداف في مباراة واحدة خلال كأس العالم لكرة القدم. فيليموفسكي لعب أحيانا هوكي الجليد ضمن صفوف إحدى الفرق.

## روابط خارجية
- إرنست فيليموفسكي على موقع الاتحاد الدولي (مؤرشف)  (الإنجليزية)
- إرنست فيليموفسكي على موقع قاعدة بيانات كرة القدم.إي يو (الإنجليزية)
- إرنست فيليموفسكي على موقع ناشيونال فوتبول تيمز (الإنجليزية)
- إرنست فيليموفسكي على موقع عالم كرة القدم.نت (الإنجليزية)